# Canna (Olaszország)
Canna község (comune) Olaszország Calabria régiójában, Cosenza megyében.

## Fekvése
A megye északkeleti részén fekszik. Határai: Montegiordano, Nocara, Nova Siri, Oriolo és Rocca Imperiale.

## Története
A település első említése a 14. századból származik. A középkorban a nápolyi nemesi családok birtoka volt. 1788-ban lett önálló község a Nápolyi Királyság keretein belül.

## Népessége
A népesség számának alakulása:

## Főbb látnivalói
- Madonna dell'Immacolata Concezione-templom
- Palazzo Toscani
- Palazzo Pitrelli
- Palazzo Ielpo